# Ringer-Weltmeisterschaften 1999
Die Ringer-Weltmeisterschaften 1999 fanden nach Stilart und Geschlechtern getrennt an unterschiedlichen Orten statt. Dabei wurden die Ringer in jeweils acht Gewichtsklassen unterteilt, während die Frauen in sechs Gewichtsklassen antraten.

## Griechisch-römisch
Die Wettkämpfe im griechisch-römischen Stil fanden vom 23. bis zum 26. September 1999 in Athen statt. Neben den beiden Medaillengewinnern Alfred Ter-Mkrtchyan und Thomas Zander kam mit Adam Juretzko als Neunter in der Gewichtsklasse -69 kg ein weiterer Deutscher unter die besten Zehn. Die Schweiz hatte ihren besten Ringer in Urs Bürgler, der in der Gewichtsklasse -97 kg Sechster wurde.

### Medaillengewinner
| Klasse  | Gold              | Silber              | Bronze               |
| ------- | ----------------- | ------------------- | -------------------- |
| -54 kg  | Lázaro Rivas      | Ha Tae-yeon         | Alfred Ter-Mkrtchyan |
| -58 kg  | Kim In-sub        | Juri Melnitschenko  | Armen Nasarjan       |
| -63 kg  | Mchitar Manukjan  | Şeref Eroğlu        | Michael Beilin       |
| -69 kg  | Son Sang-pil      | Alexander Tretjakow | Uladsimir Kapytau    |
| -76 kg  | Nazmi Avluca      | Yvon Riemer         | Dimitrios Avramis    |
| -85 kg  | Luiz Mendez Lazo  | Thomas Zander       | Raatbek Sanatbajew   |
| -97 kg  | Gogi Koguaschwili | Andrzej Wroński     | Mikael Ljungberg     |
| -130 kg | Alexander Karelin | Héctor Milián       | Sergei Mureiko       |

### Medaillenspiegel
| Rang | Land         | Gold | Silber | Bronze |
| ---- | ------------ | ---- | ------ | ------ |
| 1    | Kuba         | 2    | 1      | 0      |
| 2    | Russland     | 2    | 1      | 0      |
| 3    | Südkorea     | 2    | 1      | 0      |
| 4    | Kasachstan   | 1    | 1      | 0      |
|      | Türkei       | 1    | 1      | 0      |
| 6    | Deutschland  | 0    | 1      | 1      |
| 7    | Frankreich   | 0    | 1      | 0      |
|      | Polen        | 0    | 1      | 0      |
| 9    | Bulgarien    | 0    | 0      | 2      |
| 10   | Griechenland | 0    | 0      | 1      |
|      | Israel       | 0    | 0      | 1      |
|      | Kirgisistan  | 0    | 0      | 1      |
|      | Schweden     | 0    | 0      | 1      |
|      | Belarus      | 0    | 0      | 1      |

## Freistil
Die Wettkämpfe im freien Stil fanden vom 7. bis zum 10. Oktober 1999 in Ankara statt. Neben Alexander Leipold erreichten die deutschen Ringer noch drei weitere Platzierungen unter den besten Zehn: Sven Thiele belegte den 6. Platz in der Gewichtsklasse -130 kg, Vasili Zeiher wurde Neunter in der Gewichtsklasse -54 kg und Heiko Balz kam auf den 10. Platz in der Gewichtsklasse -97 kg.

### Medaillengewinner
| Klasse  | Gold                | Silber                  | Bronze             |
| ------- | ------------------- | ----------------------- | ------------------ |
| -54 kg  | Kim Woo-yong        | Atscham Achilow         | Oleksandr Sacharuk |
| -58 kg  | Harun Doğan         | Alireza Dabir           | Damir Zahartdinov  |
| -63 kg  | Elbrus Tedejew      | Jang Jae-sung           | Ramil Islamow      |
| -69 kg  | Daniel Igali        | Lincoln McIlravy        | Yüksel Şanlı       |
| -76 kg  | Adam Saitijew       | Alexander Leipold       | Adem Bereket       |
| -85 kg  | Yoel Romero Palacio | Chadschimurad Magomedow | Leslie Gutches     |
| -97 kg  | Sagid Murtasalijew  | Alireza Heidari         | Marek Garmulewicz  |
| -130 kg | Stephen Neal        | Andrei Schumilin        | Abbas Jadidi       |

### Medaillenspiegel
| Rang | Land               | Gold | Silber | Bronze |
| ---- | ------------------ | ---- | ------ | ------ |
| 1    | Russland           | 2    | 2      | 0      |
| 2    | Vereinigte Staaten | 1    | 1      | 1      |
| 3    | Südkorea           | 1    | 1      | 0      |
| 4    | Türkei             | 1    | 0      | 2      |
| 5    | Ukraine            | 1    | 0      | 1      |
| 6    | Kanada             | 1    | 0      | 0      |
|      | Kuba               | 1    | 0      | 0      |
| 8    | Iran               | 0    | 2      | 1      |
| 9    | Usbekistan         | 0    | 1      | 2      |
| 10   | Deutschland        | 0    | 1      | 0      |
| 11   | Polen              | 0    | 0      | 1      |

## Frauen
Die Wettkämpfe der Frauen fanden vom 10. bis zum 12. September 1999 in Boden statt.

### Medaillengewinner
| Klasse | Gold            | Silber         | Bronze              |
| ------ | --------------- | -------------- | ------------------- |
| -46 kg | Tricia Saunders | Xiue Zhong     | Inga Karamtschakowa |
| -51 kg | Seiko Yamamoto  | Erica Sharp    | Yanzhi Gao          |
| -56 kg | Anna Gomis      | Mariko Shimizu | Gudrun Annette Høie |
| -62 kg | Ayako Shōda     | Meng Lili      | Lotta Andersson     |
| -68 kg | Sandra Bacher   | Anita Schätzle | Anna Schamowa       |
| -75 kg | Kyōko Hamaguchi | Kristie Marano | Christine Nordhagen |

### Medaillenspiegel
| Rang | Land                | Gold | Silber | Bronze |
| ---- | ------------------- | ---- | ------ | ------ |
| 1    | Japan               | 3    | 1      | 0      |
| 2    | Vereinigte Staaten  | 2    | 1      | 0      |
| 3    | Frankreich          | 1    | 0      | 0      |
| 4    | Volksrepublik China | 0    | 2      | 1      |
| 5    | Kanada              | 0    | 1      | 1      |
| 6    | Deutschland         | 0    | 1      | 0      |
| 7    | Russland            | 0    | 0      | 2      |
| 8    | Norwegen            | 0    | 0      | 1      |
|      | Schweden            | 0    | 0      | 1      |